# Enrique de la Garza Toledo
Enrique Modesto de la Garza Toledo (31 de enero de 1947 - 24 de marzo de 2021) fue un sociólogo, investigador, catedrático y académico mexicano. Se especializó en sociología del trabajo, relaciones industriales, metodología de las ciencias sociales y teoría social.

## Semblanza biográfica
Doctorado en Sociología por El Colegio de México y estudios de posdoctorado realizados en la Universidad de Warwick, Inglaterra y en la Universidad de California en Berkeley. Catedrático de tiempo completo en la Universidad Autónoma Metropolitana (UAM). Fue coordinador de la maestría y doctorado en Estudios Sociales en la misma universidad.
Investigador Emérito del  Sistema Nacional de Investigadores y miembro de la Academia Mexicana de Ciencias. En 2007, fue presidente de la Asociación Latinoamericana de Sociología del Trabajo. Colaboró para las revistas Mexicana de Sociología, Estudios Sociológicos, Latinoamericana de Estudios del Trabajo en México, Sociología del Trabajo en España, Work and Occupations, Current Sociology en Estados Unidos y Sociología del Lavoro en Italia.
El 24 de marzo, falleció en su país natal el sociólogo, investigador, catedrático y académico mexicano Enrique de la Garza Toledo.

## Premios y distinciones
- Profesor distinguido de la Universidad Autónoma Metropolitana.
- Premio Nacional de Economía en 1982.
- Premio Anual de Investigación Económica, en dos ocasiones, 1984 y 1986.
- Premio Anual de Investigación Económica "Jesús Silva Herzog", en 1992.
- Premio Nacional de Investigación Laboral, en dos ocasiones, 1997 y 2002.[3]
- Premio Nacional de Ciencias y Artes en el área de Historia, Ciencias Sociales y Filosofía, en 2009.[4]

## Obras publicadas
Escribió más de doscientos cincuenta artículos para revistas especializadas, varios capítulos en libros académicos y más de quince libros completos, entre ellos se encuentran:
- Contribución al estudio del estado social autoritario, 1984.
- Un paradigma para el análisis de la clase obrera, 1989.
- Historia de la industria eléctrica en México, 1994.
- Modelo de industrialización en México, 1994.
- Tratado latinoamericano de Sociología del Trabajo, coordinador, 2000.
- Modelos de producción en la maquila de exportación, 2005.
- Empresas y trabajadores en México al inicio del siglo XXI, 2006.
- La situación del trabajo en México, editor, 2006.
- Tratado latinoamericano de Sociología, editor, 2007.
- Teorías sociales y estudios del trabajo, 2007.

...
- La metodología configuracionista para la investigación. 2018
- Configuraciones productivas y circulatorias en los servicios y trabajo no clásico. 2020